# Бреганце
Бреганце (итал. Breganze) је насеље у Италији у округу Виченца, региону Венето.
Према процени из 2011. у насељу је живело 5470 становника. Насеље се налази на надморској висини од 108 м.

## Становништво
| 1931. | 1936. | 1951. | 1961. | 1971. | 1981. | 1991. | 2001. | 2011. |
| ----- | ----- | ----- | ----- | ----- | ----- | ----- | ----- | ----- |
| 5.395 | 5.384 | 5.466 | 5.795 | 6.587 | 7.101 | 7.407 | 7.870 | 8.693 |